# Jan Meulenbelt (verzetsstrijder)
Jan Meulenbelt (Amsterdam, 8 maart 1921 - 4 november 2011) was een Nederlands schrijver en verzetsstrijder in de Tweede Wereldoorlog.

## Leven en werk
In zijn studententijd richtte Meulenbelt in 1942 samen met Rut Matthijsen het Utrechts Kindercomité op. Bij de razzia in Amsterdam op 14 juli 1942 bracht de studente Ad Groenendijk een aantal Joodse kinderen in veiligheid in zijn ouderlijk huis in de Rijnlaan in Utrecht. Hij vroeg een aantal medestudenten om hulp en legde zo de basis voor het Kindercomité. In de zomer van 1943 werden twee van de leden, Gisela Söhnlein en Hetty Voûte, opgepakt en moesten Jan Meulenbelt en Rut Matthijsen onderduiken. Meulenbelt werd opgepakt maar wist na enkele maanden vrij te komen. Zijn verzetsnaam was Van Beusekom. Na de oorlog weigerde hij nog over zijn verzetswerk te spreken.
Na de oorlog werkte Meulenbelt bij het Bureau van Commissie Oorlogspleegkinderen (OPK) en was hij hoofd Culturele zaken van de gemeentes Utrecht en Den Haag.

### Schrijverschap
Meulenbelt leverde een bijdrage aan het boek Onderdrukking en verzet: Nederland in oorlogstijd. Ook schreef hij onder meer de poëziebundel Plattegrond (1950), Over het verzet in de oorlogsjaren (1954), de Brunapocket De Duitse Tijd: vijf jaar vaderlandse geschiedenis (1955) en Beelden in onze stad (1963). Hij publiceerde zijn gedichten onder meer in Ad interim, Maatstaf, De Gids, De Nieuwe Stem en Roeping. 
Nadat hij kanker had gekregen, overleed Meulenbelt in 2011 op negentigjarige leeftijd door euthanasie.

## Persoonlijk
Jan Meulenbelt was een oom van Anja Meulenbelt.
- Digitale Bibliotheek voor de Nederlandse Letteren: meul018
- Gemeinsame Normdatei: 1055676724
- International Standard Name Identifier: 0000 0003 9767 0870
- Nederlandse Thesaurus van Auteursnamen: 069170215
- Virtual International Authority File: 306160088
- WorldCat: E39PBJcWBbYBxTGKbrKjXGkkXd